# Thörls Park

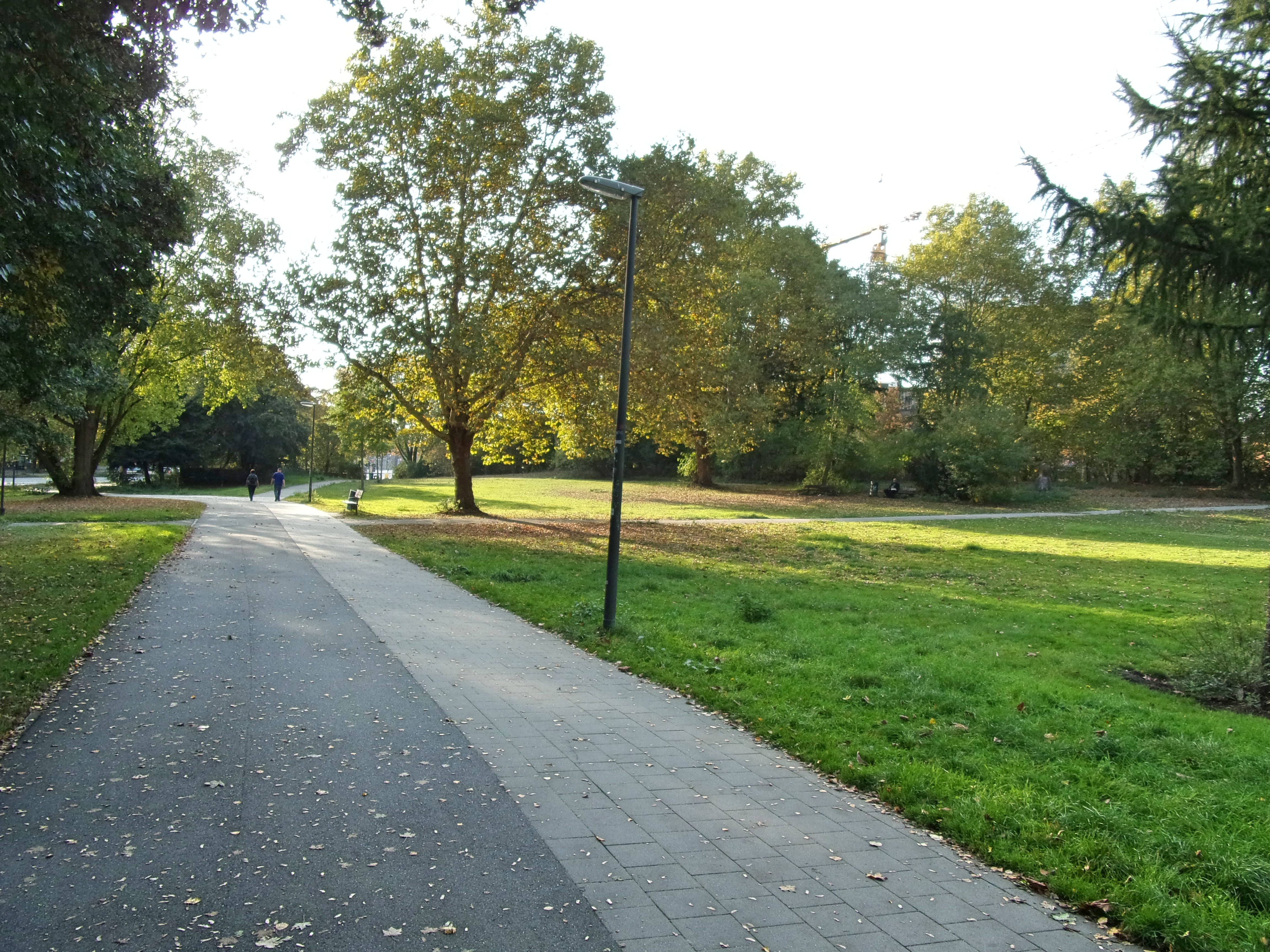
Thörls Park (Blickrichtung nach Westen), Oktober 2018

Thörls Park ist eine etwa 5 Hektar große öffentliche Grünanlage im Hamburger Stadtteil Hamm, östlich des U-Bahnhofs Burgstraße.
Der Park liegt auf dem Geestrücken nördlich der Hammer Landstraße und wird im Nordwesten vom Sievekingdamm und im Nordosten von der Meridianstraße und Hirtenstraße begrenzt. Nach Osten hin schließt sich ein langgestreckter Grünzug an, der parallel zur Hammer Landstraße und zu der am Geesthang verlaufenden U-Bahn-Linie in Richtung Billstedt verläuft. Zum Park gehören ein Spielplatz, eine Hundeauslaufzone sowie die Kunstplastik Große Panthea des Bildhauers Wilhelm Ohm. Am südwestlichen Ende des Parks befinden sich zwei voneinander getrennte unterirdische öffentliche Schutzräume aus dem Jahr 1968.
Der Name des Parks erinnert an den Industriellen Friedrich Thörl, der das Areal samt Villa und Nebengebäuden 1884 erwarb. Im Jahr 1928 verkaufte er es an die Stadt Hamburg; seit den 1930er Jahren diente die Villa verschiedenen NS-Organisationen als Schulungsheim. Bei den Luftangriffen auf Hamburg im Sommer 1943 wurden Villa und Park komplett zerstört. Nach dem Krieg arbeitete hier bis 1954 eine der größten Trümmeraufbereitungsanlagen Hamburgs. Hier wurde der Trümmerschutt aus den besonders stark getroffenen östlichen Stadtteilen gesammelt, zerkleinert und anschließend mit der Trümmerbahn in eine aufgelassene Kiesgrube, den heutigen Öjendorfer Park, abtransportiert. An diese Anlage erinnert seit Oktober 2022 eine Installation aus Trümmersteinen von Vera Drebusch und Reto Buser.

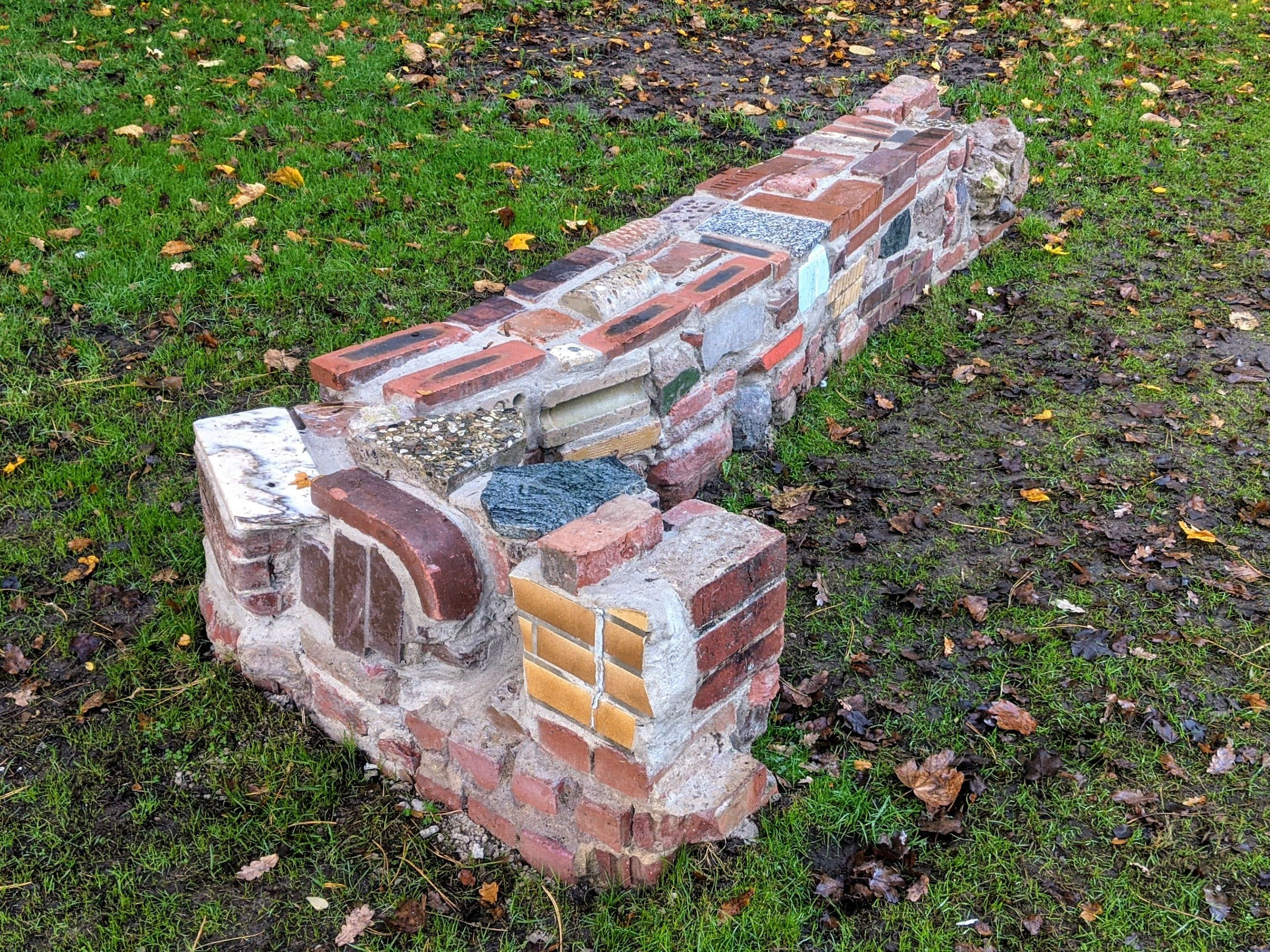
Trümmerbank von Vera Drebusch
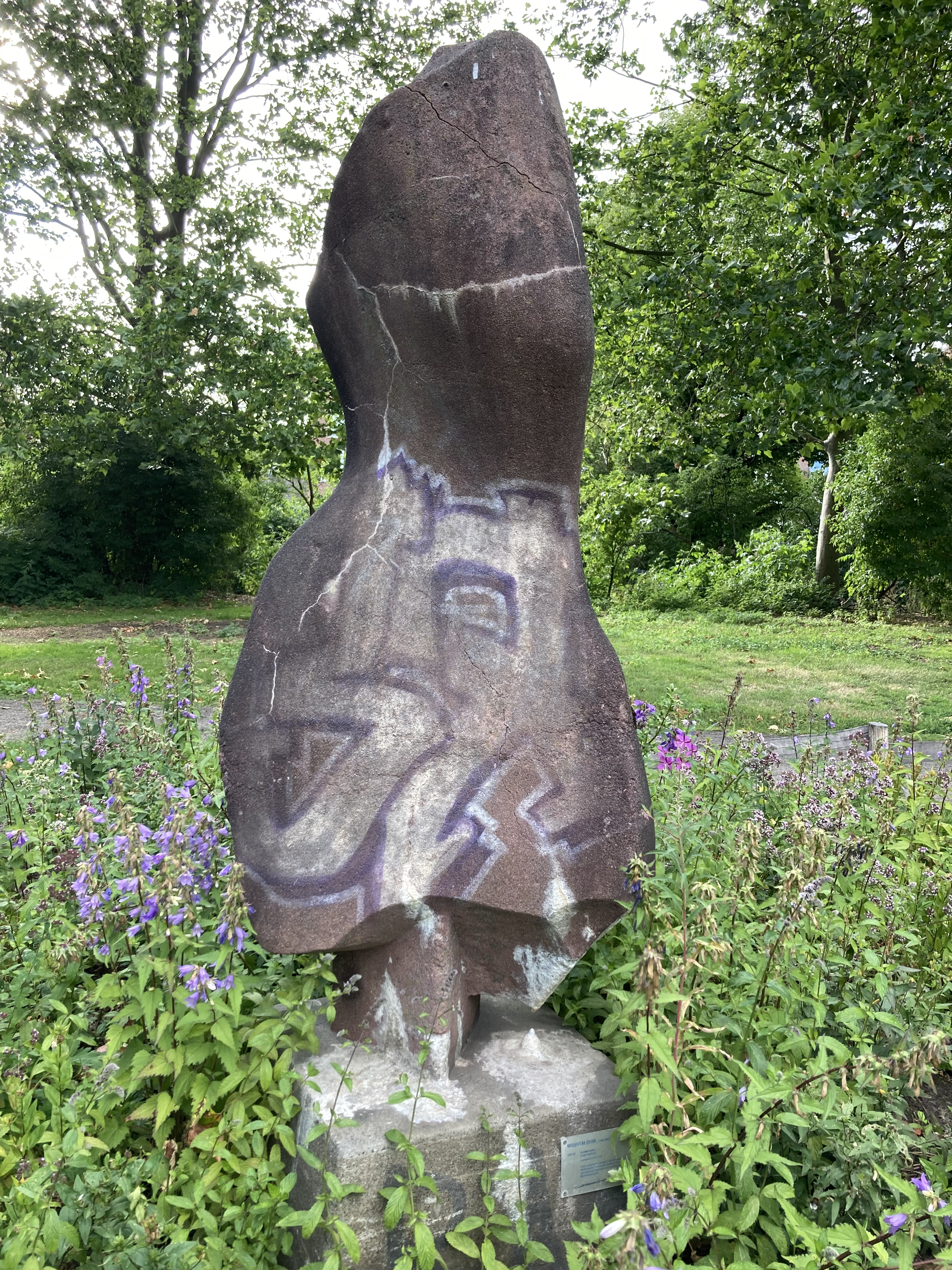
Große Panthea von Wilhelm Ohm
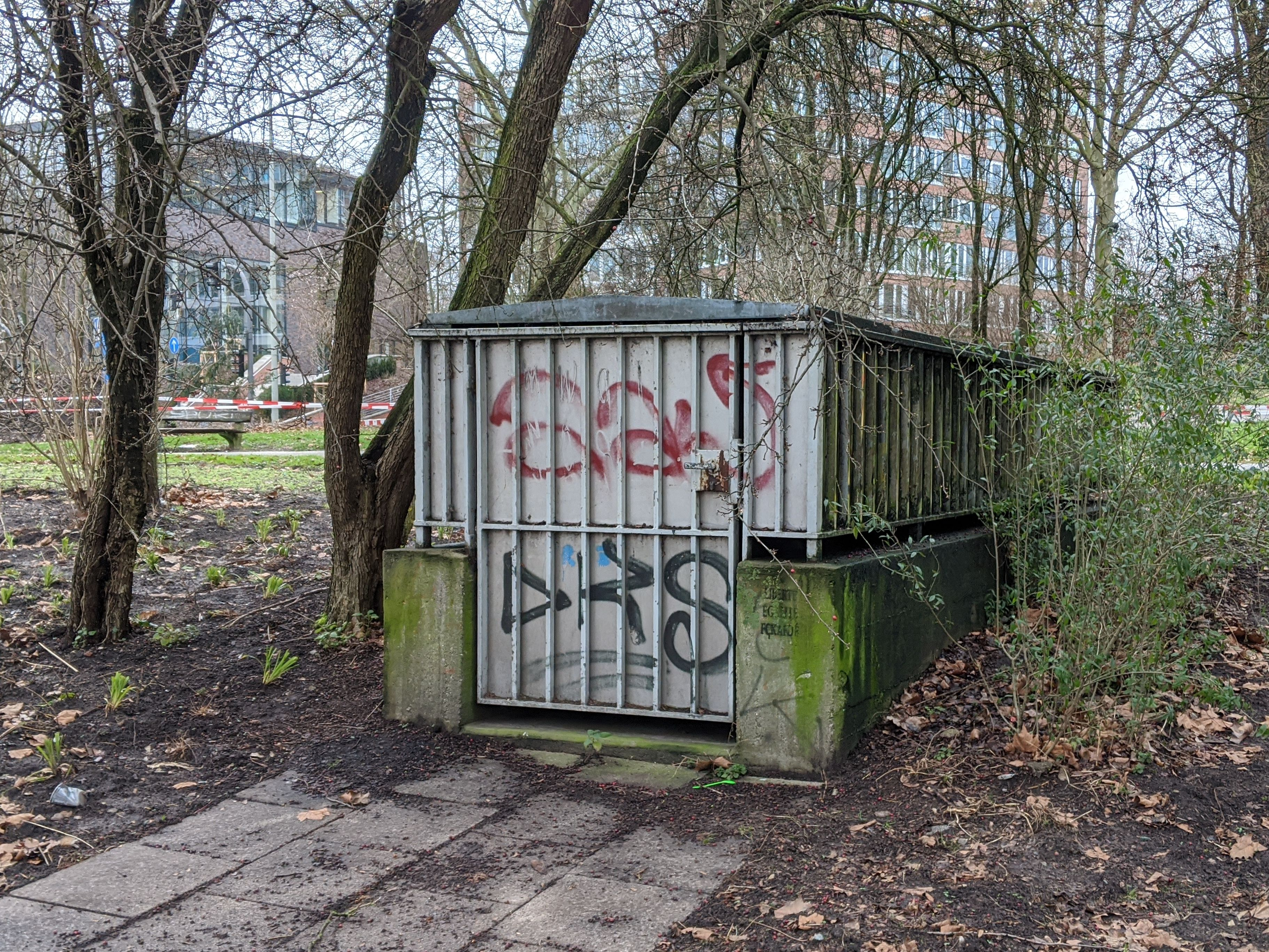
Einer der beiden Tiefbunker-Zugänge
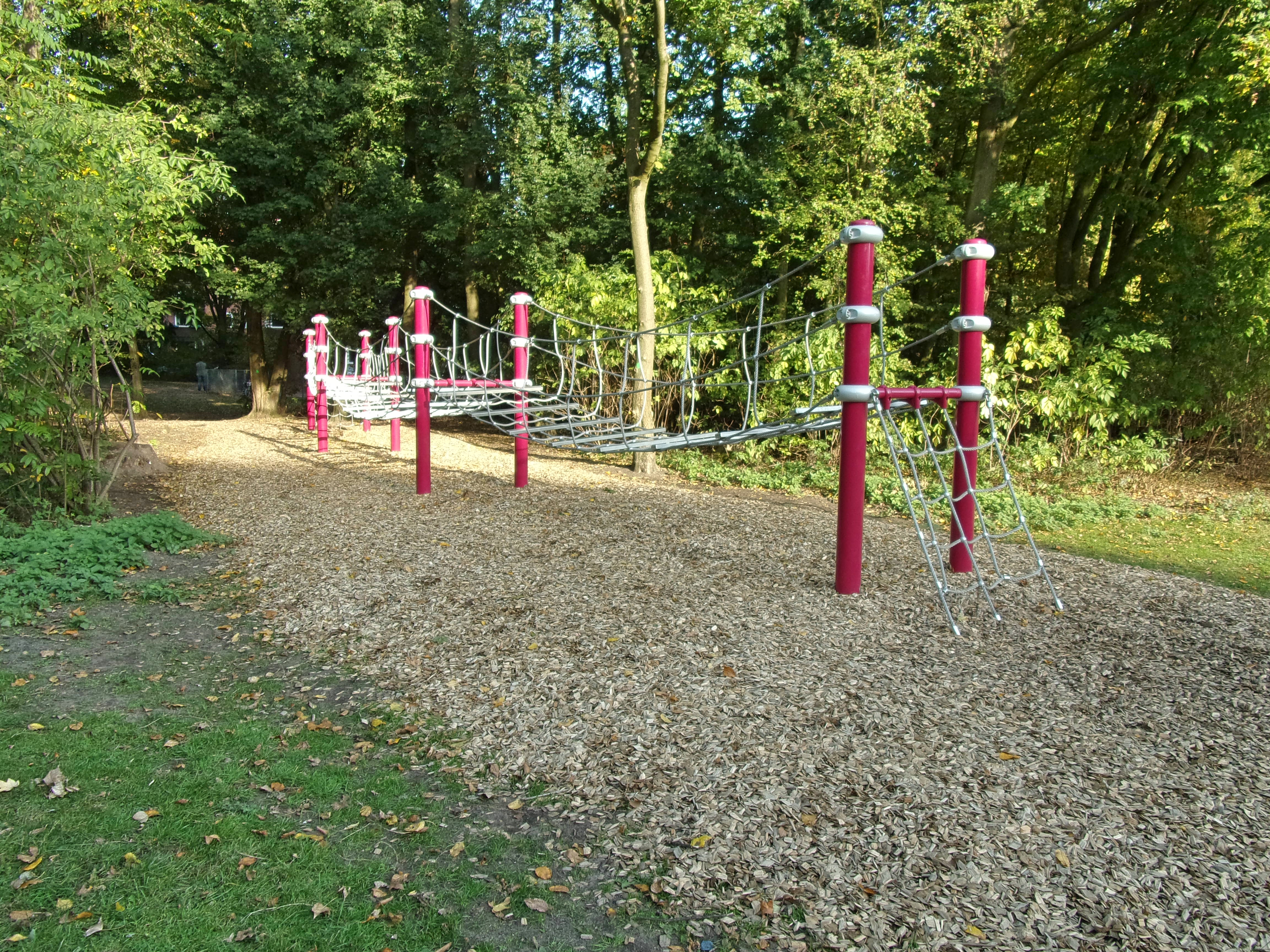
Eines von mehreren Klettergeräten
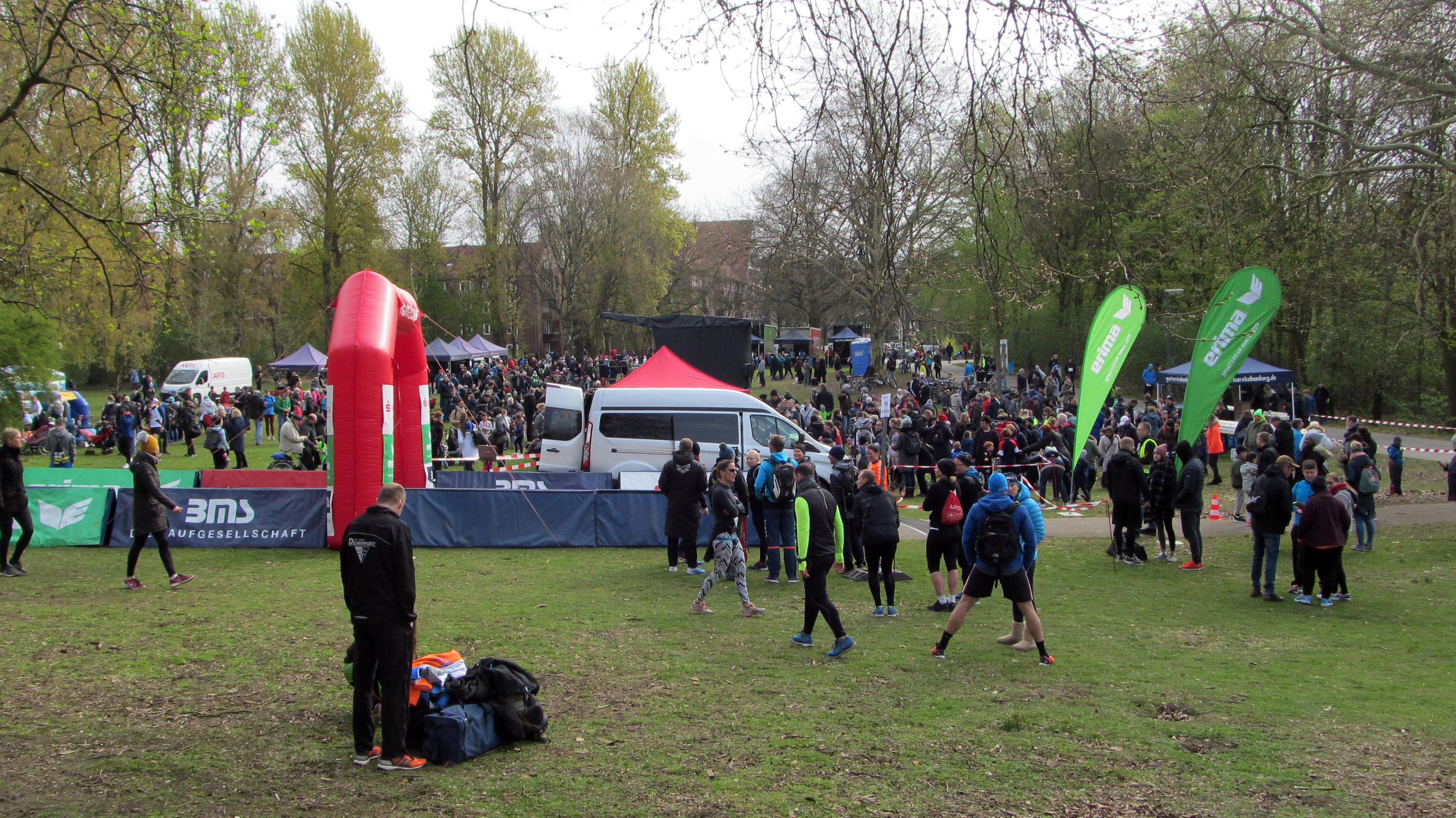
Breitensport-Event „Hammer Lauf“ (2019)